# Astragalus aequalis
Espèce
Astragalus aequalis est une espèce de plantes à fleurs de la famille des Fabaceae. C'est une plante herbacée originaire des États-Unis, notamment du Nevada.

## Description
C'est une plante herbacée pérenne. 